# CK5
CK5 ist das erste Kompilationsalbum von der japanischen Sängerin Crystal Kay. Das Album wurde zu ihrem fünfjährigen Bühnenbestehen veröffentlicht und enthält ihre erfolgreichsten Lieder, welche sie von 1999 bis 2004 veröffentlicht hat.

## Details zur Kompilation
Der Titel zu CK5 soll Kays fünfjähriges Bühnenbestehen identifizieren, das CK steht für Crystal Kay und die 5 für das fünfjährige Bühnenbestehen. Zur Kompilation wurde eine limitierte Version veröffentlicht, welche eine DVD als Bonus hat. Auf dieser DVD findet man ein Medley zu den Liedern Eternal Memories und Curious. Außerdem ist CK5 zurzeit ihr dritt meistverkauftes bzw. erfolgreichstes Album in Japan.
- Katalognummern – reguläre CD Version: ESCL-2686[3]; limitierte CD+DVD Version: ESCL-2578[4]

## Titelliste

### CD
| #   | Titel                                                             | Übersetzung                            | Länge |
| --- | ----------------------------------------------------------------- | -------------------------------------- | ----- |
| 1.  | Motherland                                                        | Mutterland                             | 4:31  |
| 2.  | Eternal Memories                                                  | Ewige Erinnerungen                     | 5:08  |
| 3.  | Ex-Boyfriend (feat. Verbal)                                       | Ex-Freund                              | 5:11  |
| 4.  | Tsuki no Nai Yoru, Michi no Nai Bashou (月のない夜、道のない場所) | Eine Nacht ohne Mond, ein Ort ohne Weg | 4:23  |
| 5.  | Lost Child (Original Version)                                     | Verlorenes Kind (originale Version)    | 6:40  |
| 6.  | Think of U                                                        | Denke an dich                          | 4:53  |
| 7.  | Hard to Say                                                       | Schwer zu sagen                        | 4:47  |
| 8.  | I Like It (feat. M-Flo)                                           | Ich mag es                             | 5:44  |
| 9.  | Over the Rainbow                                                  | Über dem Regenbogen                    | 3:58  |
| 10. | Lead Me to the End                                                | Führ mich bis zum Schluss              | 3:58  |
| 11. | Can’t Be Stopped                                                  | Kann nicht aufgehalten werden          | 4:29  |
| 12. | Kataomoi (片想い)                                                 | Unerwiderte Liebe                      | 4:22  |
| 13. | Boyfriend: Part II                                                | Fester Freund: Teil II                 | 4:59  |

### DVD
| #  | Titel                      | Anmerkung     | Dauer |
| -- | -------------------------- | ------------- | ----- |
| 1. | Eternal Memories – Curious | Live-Auftritt | 5:00  |

## Verkaufszahlen und Charts-Platzierungen

### Charts
| Charts                               | Positionen |
| ------------------------------------ | ---------- |
| Tägliche Oricon Album-Charts         | 2          |
| Wöchentliche Oricon Album-Charts     | 2          |
| Jährliche Oricon Album-Charts (2004) | 57         |

### Verkäufe
| Charts              | Erste Woche | Insgesamt | Charts-Aufenthalt |
| ------------------- | ----------- | --------- | ----------------- |
| Oricon Album-Charts | 101.324     | 283.415   | 48 Wochen         |